# Rathshof

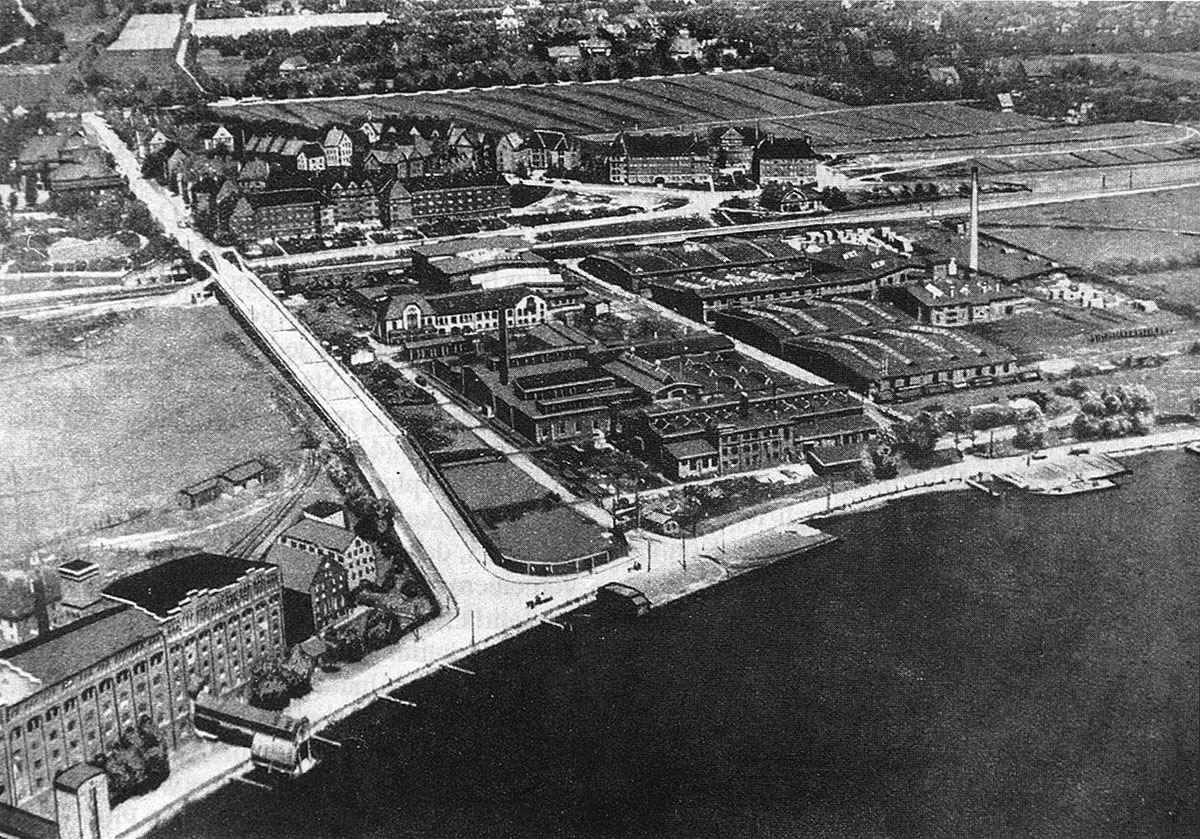
Ratshof

Rathshof (également Ratshof, avant le XXe siècle également Rathshubenhof) est un quartier occidental de Königsberg. Il se trouve au sud-ouest d'Amalienau et à l'est de Juditten (de) et Lawsken (de).

## Histoire
À l'époque de l'ordre teutonique, la ville s'appelle Propsthof et appartient à la vieille ville de Königsberg, à l'ouest de laquelle elle se trouve. Vers 1800, il y a là un petit village avec seulement six « foyers » (ménages) et le Hammerkrug, qui doit son nom à un marteau en fer situé à cet endroit sur le (Rathshöfer) Freigraben (aujourd'hui Vosduschny). Plus tard, il y a un domaine, un bordel et enfin une maison de soins pour enfants.
En 1905, une partie de la ville est incorporée à Königsberg et se développe rapidement en un quartier de villas avec des espaces verts autour du Hammerteich et du célèbre Hammerkrug. À partir de 1907, une cité-jardin exemplaire - la colonie de villas de Juditten - est construite un peu plus à l'ouest, entre la ligne ferroviaire de Pillau et la Lawsker Allee. En 1916, le nouveau bâtiment de l'Académie des arts de Königsberg est inauguré. Les grands entrepôts et l'usine de wagons L. Steinfurt (de) sont également situés sur le territoire de Rathshof. Il y a une usine chimique et une usine de pâte à papier (Norddeutsche Cellulose-Fabrik) en aval de la Pregel. Au nord, en direction du domaine de Charlottenburg, hors de la ville, au-delà du Fürstenteich (aujourd'hui Neskutschny Prud) situé plus haut sur le Freigraben et le Landgraben se trouve l'usine Klein Rathshof.
La partie de la ville qui reste dans l'arrondissement de Königsberg à partir de 1905 est incorporée à Königsberg en 1927. Après que la ville ait été annexée à l'Union soviétique et rebaptisée Kaliningrad en 1945, la majeure partie de la zone de Rathshof devient une partie du quartier de Vozduschnoje du raïon d'Oktyabrsky (de).